# Mezőhegyes
Mezőhegyes je mesto na Madžarskem, ki upravno spada pod podregijo Mezőkovácsházi Županije Békés.